# Tot per amor
Tot per amor (títol original en francès: St. Ives) és una pel·lícula francesa produïda per a la televisió, estrenada el 1998, basada en la novel·la dramàtica no acabada de Robert Louis Stevenson. Aquesta pel·lícula també és coneguda: All For Love. Ha estat doblada al català.
Dirigida per Harry Hook, és protagonitzada per: Miranda Richardson, Anna Friel, Richard I. Grant, i Jean-Marc Barr.

## Argument
El capità Jacques de Keroual de Saint-Yves, un hússar durant les guerres napoleòniques, és capturat i enviat a les presons d'Escòcia, on el comandant d'aquesta presó (Farquar Bolingbroke Chevening) li demana lliçons per comunicar-se amb dones. Així, tots s' enamoren de Flora, que viu al costat de la seva tia. Prop del campament vivien el germà i avi de Jacques (als quals ell creia morts). Així Jacques decideix escapar, trobar als seus parents i guanyar-se la mà de Flora.

## Repartiment
- Miranda Richardson: Susan Gilchrist
- Anna Friel: Flora Gilchrist
- Richard I. Grant: Major Farquhar Chevening
- Jean-Marc Barr: Capità Jacques de Keroual de Saint-Yves.
- Michael Gough
- Cécile Pallas
- Jason Isaacs
- Vernon Dobtcheff
- Tim Dutton
- Barney Craig
- Desmond Barrit
- Patrice Melennec
- Adrian Scarborough
- Chris McHallem
- Enda Oates
- Eileen McCloskey
- Noel O'Donovan
- Ger Carey
- Mario Rosenstock
- Donncha Crowley
- Jonathan Cavendish
- Nathaniel Duncan
- Mal Whyte

## Crítica
- "A partir d'una novel·la de Stevenson convertida en un bon guió per Cubit, el director britànic roda una agradable història d'amor i aventures ambientada en les guerres napoleòniques"[3]
- "Absolutament impagables Richardson i I. Grant en dos personatges sensacionals. Junts tenen algunes seqüències memorables i divertidíssimes. Guió i direcció tenen ritme, equilibri, bon gust, molta ironia i humor. Una pel·lícula realment deliciosa"[4]